# Cylindrotheristus trecuspidatus
Cylindrotheristus trecuspidatus är en rundmaskart som först beskrevs av Christian Wieser 1959.  Cylindrotheristus trecuspidatus ingår i släktet Cylindrotheristus och familjen Monhysteridae. Inga underarter finns listade i Catalogue of Life.